# Emilio Gatti

Emilio Gatti (Torino, 18 marzo 1922 – Milano, 9 luglio 2016) è stato un ingegnere e fisico italiano, pioniere nel campo della strumentazione elettronica per la fisica atomica e nucleare.

## Biografia
Emilio Gatti nasce a Torino il 18 Marzo 1922, figlio di Aldo, Ingegnere civile, ed Emilia Sacchi, maestra di scuola elementare.
Trascorre la sua giovinezza al Lido di Venezia studiando al Liceo Classico. I suoi interessi però si indirizzano presto verso la fisica e l’elettronica. Finito il Liceo, vorrebbe iscriversi a Fisica all'università, ma il padre gli consiglia gli studi di Ingegneria. Per arrivare ad una decisione, il padre sente il parere del fisico Bruno Rossi (che anni dopo si trasferirà negli Stati Uniti divenendo famoso per le sue ricerche sui raggi cosmici) che concorda sul fatto che l’ingegneria offra maggiori prospettive di lavoro.
Emilio Gatti si iscrive così all’Università degli Studi di Padova, dove si laurea con lode nel 1946 in Ingegneria industriale elettrotecnica avendo come relatori i Prof. Giovanni De Fassi e Giovanni Someda (a cui è intitolata l’attuale Biblioteca di Ingegneria dell’Informazione e Ingegneria Elettrica dell’Università di Padova).
Dopo la laurea si diploma al corso di perfezionamento biennale in Comunicazioni Elettriche presso l’Istituto Elettrotecnico Nazionale “Galileo Ferraris” di Torino, sotto la guida dei professori Mario Boella e Giancarlo Vallauri, discutendo una tesi su un amplificatore a selettività variabile per basse frequenze che fu pubblicata sulla rivista italiana Alta frequenza.
Nel 1948 si sposa con Laura Semenza. È padre di Gabriella, Aldo, Carlo e Anna Paola.
Nel 1948 entra come ricercatore al CISE (Centro Informazioni, Studi ed Esperienze) a Milano, centro di ricerca avanzato fondato appena due anni prima dal prof. Giuseppe Bolla, fisico famoso per i suoi studi in spettroscopia Raman. Al CISE Emilio Gatti si dedica allo sviluppo della strumentazione elettronica per gli studi di fisica atomica e nucleare; ancora giovane ricercatore partecipa alla misura della sezione di cattura di neutroni termici nell'Uranio i cui risultati vengono confermati da laboratori statunitensi e apprezzati a livello mondiale per la loro accuratezza. Nel 1950 diviene Direttore della Divisione di Elettronica del CISE contribuendo alla crescita scientifica di quella Istituzione ed avendo come maestri Edoardo Amaldi, Gilberto Bernardini, Bruno Ferretti ed Enrico Persico, allora consulenti del CISE. Emilio Gatti comincia ad essere un riferimento internazionale nel settore; la sua capacità di ideare e realizzare circuiti elettronici ed apparati complessi e di grande precisione per esperimenti di Fisica era diventata celebre anche nei laboratori anglosassoni. Il laboratorio Elettronico del CISE divenne un riferimento internazionale nel settore; le idee e l’ingegnosità di Emilio erano il motore intorno al quale si coagulava un numero sempre più ampio di ricercatori, prima al CISE, poi anche in altre sedi italiane ed internazionali. Al CISE si realizzavano prototipi di apparati elettronici e per diversi di essi si affacciò anche la possibilità di una loro industrializzazione per un vero mercato della strumentazione scientifica. Emilio si impegnò anche in questo, catalizzando la nascita, nel 1958, e l’affermazione della LABEN, come industria dedicata alla strumentazione nucleare.
Nel 1951 è nominato professore incaricato del corso di Complementi di matematica al Politecnico di Milano e nel 1953 consegue la libera docenza in Elettronica applicata, che gli permette di continuare a dirigere il laboratorio al CISE.
Nel 1957 diviene professore straordinario di Elettronica al Politecnico di Milano, lasciando la direzione del laboratorio del CISE al suo allievo Vito Svelto e rimanendo consulente del CISE fino al 1968. Dal 1961 è ordinario di Elettronica nucleare e dal 1962 ordinario di Fisica al Politecnico di Milano. Dal 1980 riprende la cattedra di Elettronica applicata.
Al Politecnico di Milano ha ricoperto varie cariche istituzionali: dal 1958 al 1967 è stato Direttore del Dipartimento di Fisica (1958-‘67), membro del Consiglio di Amministrazione (1969-’74), membro della Commissione d’Ateneo (1981-’93), Presidente del Consiglio del Corso di Laurea in Ingegneria elettronica (1990-‘93).
Dal 1969 al 1971 è stato Prorettore del Politecnico di Milano.
Al Politecnico di Milano, Emilio Gatti, tiene i corsi di Fisica, Elettronica nucleare, Tecnologie elettroniche ed Elettronica applicata. Nel 1997, all'età di 75 anni va in pensione. Nel 1998 viene nominato professore emerito.
Dal 1961 al 1993 è stato direttore della rivista scientifica ‘Alta Frequenza’ dell’Associazione Elettrotecnica ed Elettronica Italiana (AEI).
Dal 1964 al 1967 è stato Presidente della Sezione italiana dell’Institute of Electrical and Electronics Engineers (IEEE).
Membro (1971-1995) e Presidente (1983-1995) del Consiglio Scientifico di Tecnomare (Venezia) .Dal 1979 al 1981 è stato Presidente del Gruppo Nazionale Circuiti e Componenti (CCTE) del CNR.
Dal 1983 al 1985 è stato Presidente della Sezione di Milano e dal 1992 al 1994 Vicepresidente generale dell’AEI e socio benemerito dal 1987.
Dal 1970 al 1992 è stato membro e dal 1978 al 1981 Direttore del Consiglio Scientifico del Laboratorio LAMEL (Laboratorio Materiali per l’Elettronica) del CNR (Consiglio Nazionale delle Ricerche) con sede in Bologna.
Dal 1973 verrà invitato annualmente a trascorrere il mese di ottobre al Brookhaven National Laboratory (Upton, New York, USA) per condurre studi e ricerche presso la Divisione Strumentazione diretta dal dott. Veliko Radeka.
Dal 1969 è stato socio corrispondente, dal 1980 membro effettivo, dal 2000 al 2002 Vicepresidente e dal 2003 al 2005 Presidente dell’Istituto Lombardo Accademia di Scienze e Lettere.
È stato membro dal 1981 dell’Accademia Nazionale delle Scienze detta dei XL.
Dal 1988 è stato socio corrispondente e dal 2003 socio nazionale dell’Accademia Nazionale dei Lincei.
Dal 1989 è socio onorario del Collegio degli Ingegneri di Milano.
Dal 1996 al 2001 è membro del Consiglio Direttivo del Centro Linceo.
Muore il 9 luglio 2016 nella sua casa di Milano.

## Ricerche
Il principale campo di Ricerca di Emilio Gatti è stato quello delle misure e della strumentazione elettronica per la Fisica ed in particolare quello dei rivelatori di radiazioni e di particelle elementari e quello della strumentazione elettronica per la spettrometria in energia, tempo e posizione.
Nel 1953 introdusse il metodo del gradino aggiunto per ottenere discriminatori a singolo canale di alta precisione.
Nel 1955 suggerì di sostituire la tradizionale configurazione dell’amplificatore di tensione con una nuova configurazione, che verrà poi chiamata preamplificatore di carica, come primo stadio di elaborazione dei segnali delle camere a ionizzazione. Il preamplificatore di carica divenne poi di uso generale ed attualmente è lo stadio di amplificazione più utilizzato per i rivelatori di radiazione a semiconduttore.
Nel 1956 introdusse il metodo a verniero per migliorare la localizzazione temporale di eventi. Formulò la teoria statistica del contatore a scintillazione e la sintesi di filtri ottimi per la localizzazione temporale degli eventi rivelati da contatori a scintillazione. Nel campo dei rivelatori di radiazione, individuò il corretto metodo di calcolo della carica indotta agli elettrodi nei rivelatori a stato solido, correggendo un diffuso errore presente in letteratura.
Nel 1961 inventò la camera a scintilla limitata (streamer chamber).
Nel 1962 inventò un nuovo metodo lineare di discriminazione e differenziazione per le  particelle elementari nei contatori a scintillazione (A new linear method of discrimination between elementary particle in scintillation counters)
Nel 1963 inventò il metodo del regolo scorrente (sliding scale) per ottenere alta linearità differenziale negli analizzatori multicanale di ampiezza utilizzati nella spettroscopia di radiazioni e particelle. Il metodo ha dato luogo a sviluppi scientifici e a realizzazioni in tutto il mondo ed è attualmente impiegato nei convertitori analogico digitali (ADC) ad alta linearità differenziale. Nel 1997 la missione scientifica per l’esplorazione di Marte Mars Pathfinder della NASA, impiega il rover Sojourner su cui è montato uno spettrometro (APXS) - utilizzato per analizzare la composizione del suolo – nella cui elettronica viene implementato il metodo sliding scale, chiamato "The Gatti correction", per raggiungere l’alta linearità richiesta. Una serie di ricerche condotte durante tutta la sua carriera portò alla sintesi teorica dei filtri ottimi di trattamento dei segnali dei rivelatori nucleari per misure di energia e tempo sotto svariate condizioni di vincolo. Questi studi contribuirono allo sviluppo dei moderni processori digitali di impulsi dei rivelatori di radiazione attualmente utilizzati in molteplici esperimenti scientifici. 
L’esperienza nel campo della strumentazione nucleare portò E. Gatti a contribuire alla strumentazione elettronica biomedica, in particolare con strumenti per il rilievo delle mappe di potenziale sul torace derivanti dall'attività elettrica del cuore (1972) e con il primo strumento per il rilievo dei profili di velocità del sangue nei vasi, basato sull'ecografia ultrasonica Doppler pulsata (1980).
Nel 1983 Emilio Gatti insieme a Pavel Rehak, ricercatore del Brookhaven National Laboratory (USA), inventa la “camera a deriva a stato solido” (SDD: Solid-state (o Silicon) Drift Detector) che oggi costituisce uno dei rivelatori a semiconduttore con la più alta risoluzione energetica per la spettroscopia di raggi X. Negli anni seguenti, grazie ad Emilio Gatti si stabilisce una stretta collaborazione di ricerca tra il Politecnico di Milano, il Brookhaven National Laboratory (dove diversi suoi allievi vengono invitati a trascorrere un periodo come ricercatori) ed il Max Planck Institute di Monaco di Baviera per condurre una intensa ricerca e sviluppo sui rivelatori SDD e sull'elettronica associata; queste ricerche, sotto la guida di Gatti, portano a numerose innovazioni ed implementazioni. Nel 2004 atterrano sul pianeta Marte due rover gemelli Spirit e Opportunity che impiegano nello spettrometro APXS un Silicon Drift Detector per l’analisi a raggi X del suolo e delle rocce.  Nel 2014 la sonda spaziale della missione Rosetta dell’Agenzia Spaziale Europea, lanciata nel 2004, raggiunge la cometa 67P/Churyumov-Gerasimenko, ed il suo lander Philae, che tra gli strumenti ha un APXS montante un rivelatore SDD, atterra sulla cometa per analizzarne il nucleo. Al CERN di Ginevra, sull'acceleratore di particelle LHC (Large Hadron Collider), è operativo dal 2008 l’esperimento ALICE (A Large Ion Collider Experiment) per lo studio delle interazioni tra ioni pesanti che impiega un grande sistema di rivelazione di particelle nel quale sono presenti 260 Silicon Drift Detectors.
I rivelatori SDD sono oggi impiegati in numerose applicazioni sia scientifiche che industriali in tutto il mondo.

## La personalità scientifica ed umana
Emilio Gatti è stato un vero pioniere nella ricerca scientifica legata alla strumentazione elettronica per esperimenti di fisica atomica e nucleare per oltre sessantanni. Nella sua attività professionale ha unito creatività ed intuizione ad una eccezionale abilità teorica basata su una profonda conoscenza dell’elettromagnetismo e dei più avanzati metodi di analisi matematica, che utilizzò nella soluzione di problemi complessi.
Emilio Gatti è stato un maestro per i numerosi collaboratori che hanno appreso da lui i suoi metodi di analisi, la sua attenzione e precisione nell'esaminare i risultati sperimentali delle misure e la sua passione per la scienza, l’ingegneria e la ricerca. Molti suoi allievi e collaboratori hanno successivamente dato origine a gruppi di ricerca nel campo dell’elettronica, sia al Politecnico di Milano che in altre Università Italiane.
Emilio Gatti è stato un uomo nel cui carattere spiccavano la grande gentilezza e mitezza unite ad una umiltà e generosità tanto grandi quanto la sua intelligenza e cultura scientifica. Emilio Gatti amava lavorare insieme ai suoi collaboratori e allievi, condividendo generosamente le sue straordinarie capacità e la sua vasta e profonda conoscenza, senza mai mettere alcuno a disagio ma rendendo ciascuno partecipe attivo del lavoro.

Sergio Cova, professore emerito di Elettronica al Politecnico di Milano, allievo e collaboratore del prof. Emilio Gatti scrive di lui: 
“Emilio Gatti era un genio, una mente creativa che generava nuove idee, ben al di là di noi che possiamo solo accoglierle e farle crescere. Chi discuteva con lui problemi scientifici percepiva rapidamente e nitidamente questa straordinaria sensazione.”
Vito Svelto, professore emerito di Elettronica all'Università degli Studi di Pavia e uno dei primi allievi del prof. Emilio Gatti scrive di lui: 
“Emilio Gatti è la persona più geniale che io abbia incontrato nella mia vita scientifica. La sua fantasia, intelligenza critica e capacità analitica restano ineguagliabili, sempre all'avanguardia del sapere in campo scientifico nell'individuare problemi e suggerire soluzioni. È certamente una delle migliori menti che l’Italia abbia avuto negli ultimi decenni.”

## Riconoscimenti ed onorificenze

- Nel 1953 riceve il premio Bianchi dell’Associazione Elettrotecnica Italiana.
- Nel 1968 riceve il premio nazionale della Fondazione Angelo della Riccia per la Fisica.
- Nel 1971 riceve il premio Righi dell’Associazione Elettrotecnica ed Elettronica Italiana (AEI).
- Nel 1972 viene decorato dal Presidente della Repubblica con la Medaglia d'oro ai benemeriti della scuola della cultura e dell'arte.
- Nel 1973 viene eletto Fellow del Institute of Electrical and Electronics Engineers (IEEE)
- Nel 1982 riceve il premio “Pubblicazioni” dell’Associazione Elettrotecnica ed Elettronica Italiana (AEI).
- Nel 1984 riceve la IEEE Centennial Medal dal Institute of Electrical and Electronics Engineers (IEEE).
- Nel 1986 gli viene conferito il Premio Feltrinelli per le scienze fisiche dall'Accademia Nazionale dei Lincei[5]
- Nel 1988 riceve dalla Nuclear & Plasma Sciences Society il premio “Annual Merit Award” per i suoi contributi alla teoria e allo sviluppo dei rivelatori di particelle nucleari e dei metodi di elaborazione dei relativi segnali.
- Nel 1995 gli viene conferita la Laurea honoris causa in Fisica dall’Università degli Studi di Milano.
- Nel 1996 riceve il Premio Internazionale Gerolamo Cardano del Rotary Club di Pavia e dell’Università di Pavia
- Nel 2003 riceve il premio “IEEE Radiation Instrumentation Outstanding Achievement Award” dalla IEEE Nuclear & Plasma Sciences Society
- Nel 2012 la rivista IEEE Solid-State Circuits Magazine gli dedica un numero speciale in occasione del suo novantesimo compleanno.
- Il 6 luglio 2017 gli viene intitolata la sala conferenze del Dipartimento di Elettronica, Informazione e Bioingegneria del Politecnico di Milano[6].

## Opere
Oltre alla pubblicazione di oltre 250 contributi scientifici in riviste internazionali, Emilio Gatti è stato autore di:
- E. Gatti, P. F. Manfredi, A. Rimini, “Elementi di teoria delle reti lineari” Casa Editrice Ambrosiana 1966.
- F. Carassa, E. Gatti, “Elettronica” in Enciclopedia del 900, Treccani, 1977.
- S. Bobbio, E. Gatti, “Elementi di Elettromagnetismo”, Ed. Boringhieri, 1984.
- E. Gatti, P.F. Manfredi, “Processing The Signals From Solid-State Detectors in Elementary-Particle Physics”, La Rivista del Nuovo Cimento, vol. 9, issue 1, 1986.
- S. Bobbio, E. Gatti, “Elettromagnetismo. Ottica”, Ed. Bollati Boringhieri, 1991.